# Masfjorden
Masfjorden ist eine Kommune im norwegischen Fylke Vestland. Die Kommune hat 1687 Einwohner (Stand: 1. Januar 2025). Verwaltungssitz ist die Ortschaft Masfjordnes.

## Geografie

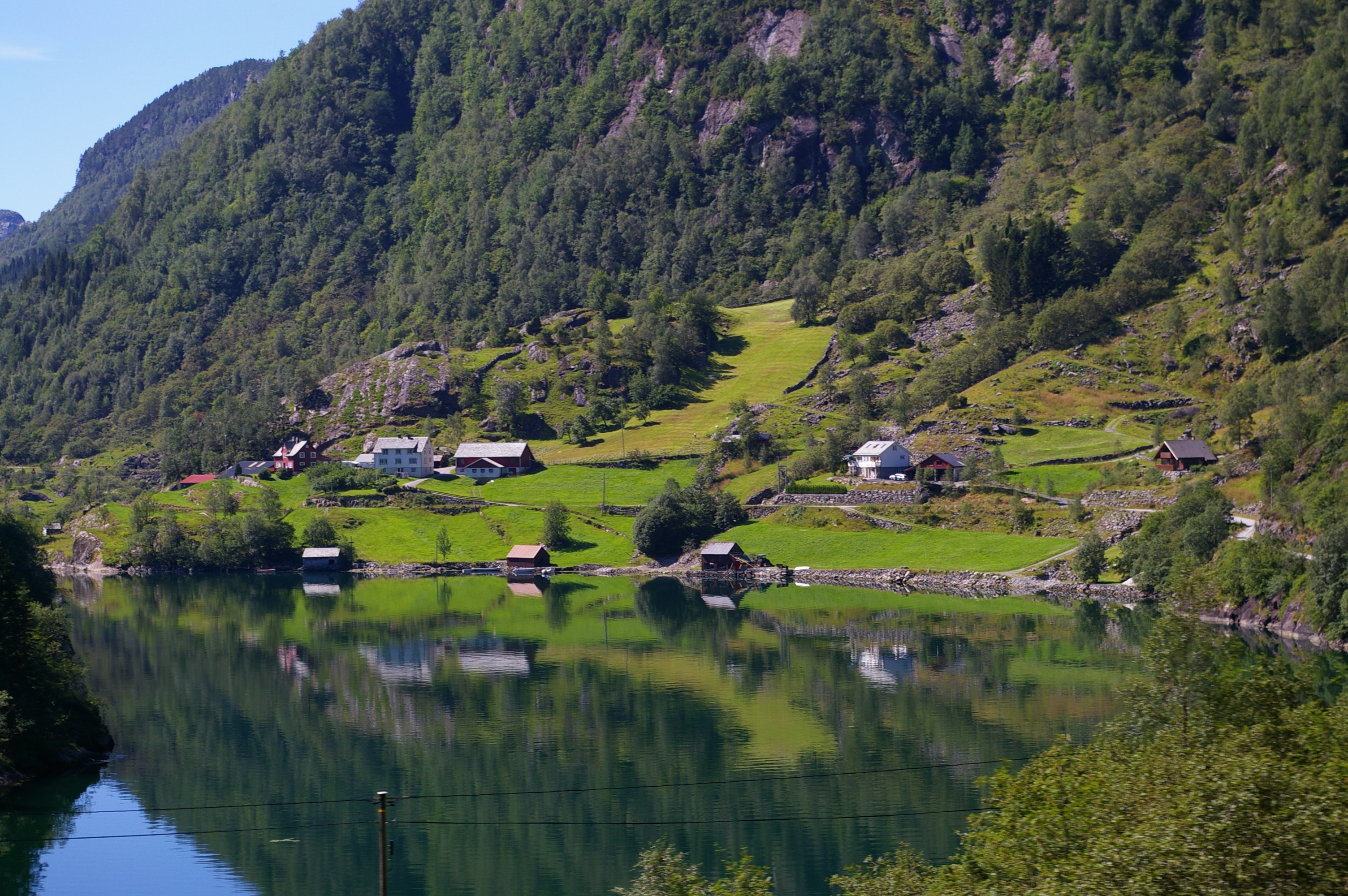
Blick auf den inneren Haugsværsfjord

Masfjorden liegt in der westnorwegischen Landschaft Nordhordland, nördlich des Fens- und des Austfjords. Vom Austfjord aus schneidet sich der Fjord Masfjorden Richtung Nordosten in das Land ein. Der Masfjord teilt sich im Landesinneren in zwei Arme auf, den nördlicheren Haugsværfjord und den östlicheren Matresfjord. Der Masfjord mit dem Arm Matresfjord erreicht insgesamt eine Länge von etwa 27 Kilometern. Die Gemeinde grenzt an Gulen und Høyanger im Norden, an Modalen im Osten sowie an Alver im Süden. Der Großteil der Grenze zu Alver verläuft im Austfjord. Im Fjord befinden sich mehrere Inseln, die zu Masfjorden gehören. Über die Kommune verteilt liegen mehrere Seen, die Flüsse sind wasserreich. Die Gesamtfläche der Kommune beträgt 556,08 km², wobei Binnengewässer zusammen 46,63 km² ausmachen.
Das Terrain der Kommune ist von Bergen geprägt. Das Gebiet fällt teils steil zum Masfjord hin ab. Die höchsten Erhebungen finden sich im Osten von Masfjorden wieder, wo das Berggebiet Stølsheimen liegt. Die Erhebung Årsdalsryggen stellt mit einer Höhe von 1068 moh. den höchsten Punkt der Kommune Masfjorden dar.

## Einwohner
Die Einwohner der Kommune leben zum Großteil entlang der Fjordküste. Die Ortschaft Masfjordnes liegt an der Westküste des Masfjords in dessen Mündungsbereich zum Austfjord. Die Entwicklung der Einwohnerzahl der Kommune ab dem Ende des Zweiten Weltkrieges veränderte sich über die Zeit hinweg. In Zeiten des Ausbaus der Kraftwerke stieg die Einwohnerzahl etwa an. Zwischen 1980 und 2000 ging die Zahl der Einwohner hingegen zurück, bevor es wiederum zu einem kleineren Anstieg kam. In der gesamten Gemeinde liegen keine Tettsteder, also keine Ansiedlungen, die für statistische Zwecke als eine städtische Siedlung gewertet werden.
Die Einwohner der Gemeinde werden Masfjording genannt. Offizielle Schriftsprache ist wie in vielen Kommunen in Vestland Nynorsk, die weniger weit verbreitete der beiden norwegischen Sprachformen.
| Jahr          | 1986 | 1990 | 1995 | 2000 | 2005 | 2010 | 2015 | 2020 | 2025 |
| ------------- | ---- | ---- | ---- | ---- | ---- | ---- | ---- | ---- | ---- |
| Einwohnerzahl | 1926 | 1891 | 1845 | 1774 | 1693 | 1635 | 1704 | 1691 | 1687 |

## Geschichte

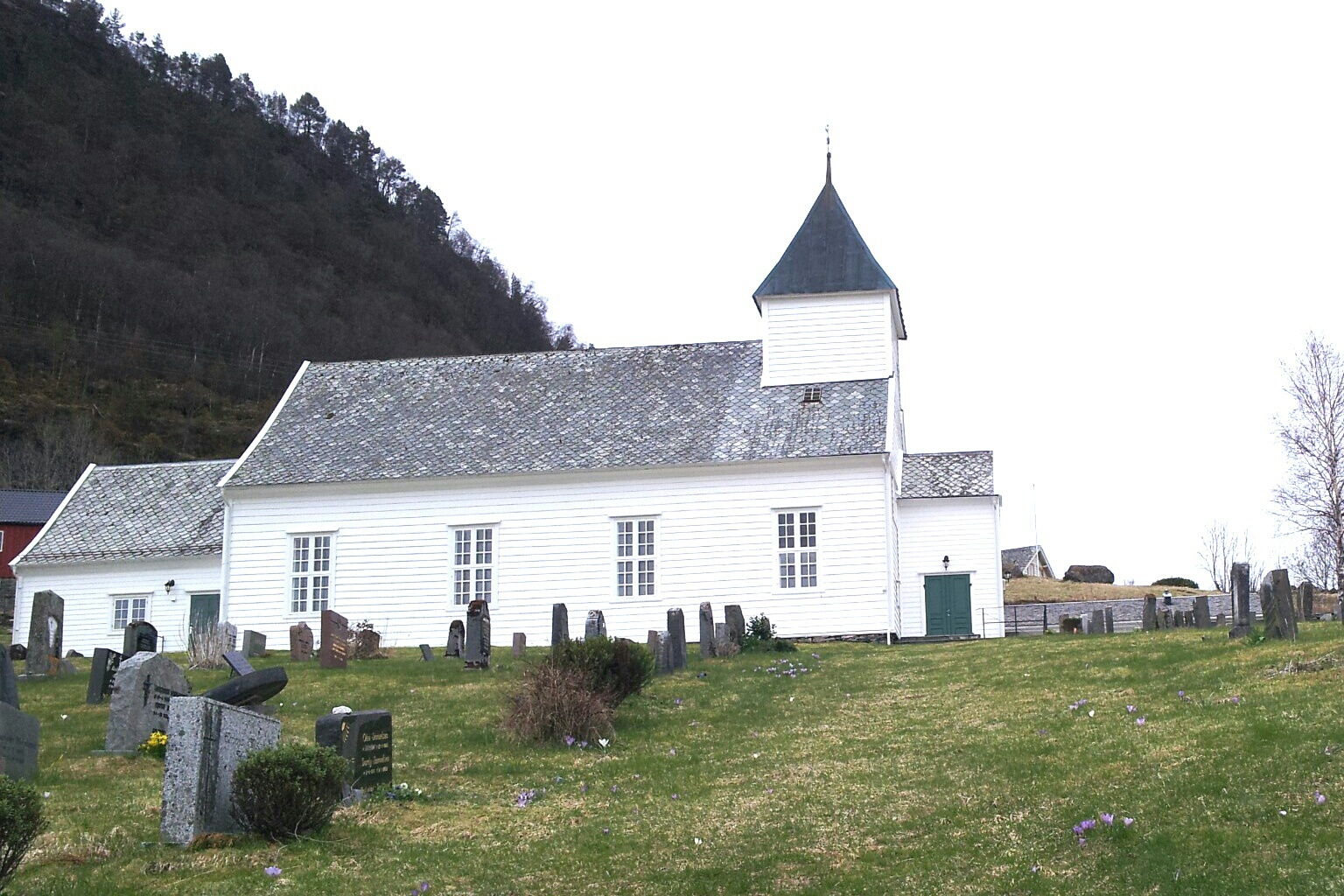
Sandnes kyrkje

In der Kommune gibt es Funde aus der frühen Eisenzeit. Die Kommune Masfjorden entstand, als sie 1879 von Lindås abgespalten wurde. In Masfjorden lebten bei der Gründung 2336 Personen, Lindås verblieb mit 6374 Einwohnern. Zum 1. Januar 1964 wurde ein von 25 Personen bewohntes Gebiet von Lindås an Masfjorden überführt. Bis zum 31. Dezember 2019 gehörte Masfjorden der damaligen Provinz Hordaland an. Sie ging im Zuge der Regionalreform in Norwegen in die zum 1. Januar 2020 neu geschaffene Provinz Vestland über.
In der Kommune befinden sich mehrere Kirchen. Die Sandnes kyrkje ist eine Holzkirche aus dem Jahr 1845. Sie wurde nach einem Standardentwurf des Architekten Hans Ditlev Franciscus von Linstow erbaut. Die Solheim kyrkje ist eine Kirche aus dem Jahr 1881, die ebenfalls in Holz erbaut wurde.
Gegen Ende des Zweiten Weltkrieges wurde in den Berggebieten von Masfjorden die Milorg-Basis Bjørn West unterhalten. Von dort kämpften Norweger gegen die deutsche Besatzung an. Mehrere Norweger kamen dort gegen Ende des Kriegs um. Heute erinnert in Matre das Museum Bjørn West-museet daran.

## Wirtschaft und Infrastruktur

### Verkehr

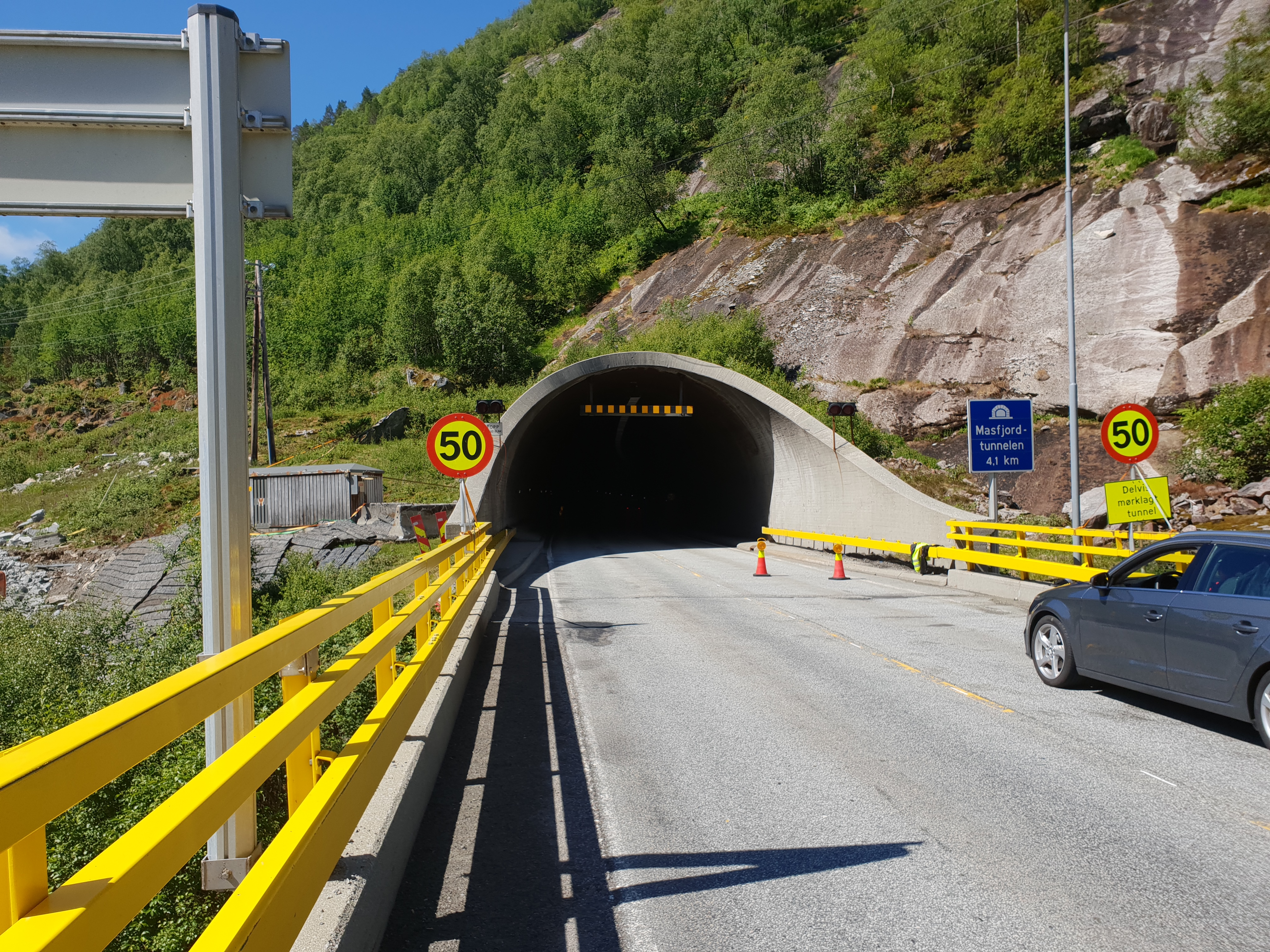
Der Masfjordtunnel

Von Alver führt die Europastraße 39 (E39) Richtung Norden in die Kommune Masfjorden. Die E39 verbindet die Kommune mit der Region Bergen weiter südlich. In Masfjorden verläuft die Straße durch den Masfjordtunnel und erreicht anschließend die Ortschaft Matre am inneren Masfjord. In Matre knickt die Straße in den Westen ab, wo sie durch den Matreberg- und den Trodaltunnel führt, bevor sie erneut einen nördlichen Verlauf aufnimmt. Die E39 führt schließlich durch den Jernfjelltunnel in die Gemeinde Gulen. Kurz nach dem Ende des Tunnel in Gulen mündet der Fylkesvei 571 in die E39. Der Fylkesvei verläuft entlang der Nordwestseite des Masfjords durch die Kommune Masfjorden und mündet beim Übergang des Masfjords in den Austfjord in den Fylkesvei 570. Dieser führt entlang des Ausfjords durch den Osten der Kommune bis zur Ortschaft Masfjordnes. Von dort führt eine Fähre auf die andere Uferseite des Masfjords und die Straße verläuft dort weiter entlang der Austfjordküste.

### Wirtschaft
Im Bereich der Landwirtschaft ist vor allem die Nutztierhaltung von Bedeutung. Am meisten verbreitet sind dabei die Haltung von Schafen und Rindern. Zudem werden in der Kommune einige Fischzuchtanlagen betrieben. In der Kommune wurde im Jahr 1971 die Forschungsstation Matre gegründet. Diese wird vom Meeresforschungsinstitut Havforskningsinstituttet betrieben und gilt als ein Hauptpfeiler der norwegischen Aquakulturforschung. Ein wichtiger Arbeitgeber ist die öffentliche Verwaltung, nur eine äußerst kleine Rolle spielt hingegen die Industrie. Von etwas größerer Bedeutung ist der Tourismus, vor allem in der Bergregion Stølsheimen. In der Kommune befinden sich mehrere Wasserkraftwerke. Das Kraftwerk Matre M wurde 1962 in Betrieb genommen und hatte zwischen 1981 und 2010 eine mittlere Jahresproduktion von etwa 818 GWh. Es nutzt eine Fallhöhe von 463 Metern aus. Bereits 1957 wurde Matre H in Betrieb genommen, im Jahr 2016 wurde es umgebaut. Die dortige Fallhöhe beträgt rund 530 Meter, wobei die jährliche Jahresproduktion sich von 1981 bis 2010 auf etwa 680 GWh belief. Das drittgrößte Wasserkraftwerk ist das Kraftwerk Vemundsbotn mit zirka 168 GWh an mittlerer Jahresproduktion. Im Jahr 2020 arbeiteten von etwa 840 Arbeitstätigen lediglich rund 450 in Masfjorden selbst, über 120 Personen pendelten in die Nachbarkommune Gulen. Es folgten Bergen und Alver als Pendlerziele.

## Name und Wappen
Das seit 1990 offizielle Wappen der Kommune zeigt drei goldene Fußschellen auf rotem Hintergrund. Das Wappen soll Zusammenhalt symbolisieren. Der Name der Kommune und des gleichnamigen Fjords, leitet sich vom altnordischen *Matrsfjǫrðr ab, wobei *Matr der alte Name des Fjords sein soll. Der Name ist heute weiter unter anderem im Ortsnamen Matre vorhanden und soll „der Fjord, der Essen gibt“ oder „der Fischreiche“ bedeuten.